# Mora (Camerun)
Mora è il capoluogo del dipartimento di Mayo-Sava, nella Regione dell'Estremo Nord in Camerun.